# Whatsapp
WhatsApp Messenger är en proprietär, plattformsoberoende mobilapplikation för smarta mobiltelefoner. Utöver grundläggande meddelandefunktioner kan Whatsapp Messenger-användare skicka varandra bilder, video- och ljudmeddelanden.
Whatsapp är tillgänglig för Microsoft Windows 10, Mac OS, och för telefonerna: Iphone, Blackberry, Android, Symbian och Windows Phone. Whatsapp synkroniseras med telefonens kontaktlista, så att användarna inte behöver lägga till kontakter separat.
Den är gratis och finns även som tillägg till webbläsare, bland annat till Mozilla Firefox.
Namnet Whatsapp är en ordlek som syftar på det engelska uttrycket "What's up?" (Vad händer?).
Sedan 2014 ägs WhatsApp, precis som Instagram, av Meta Platforms.

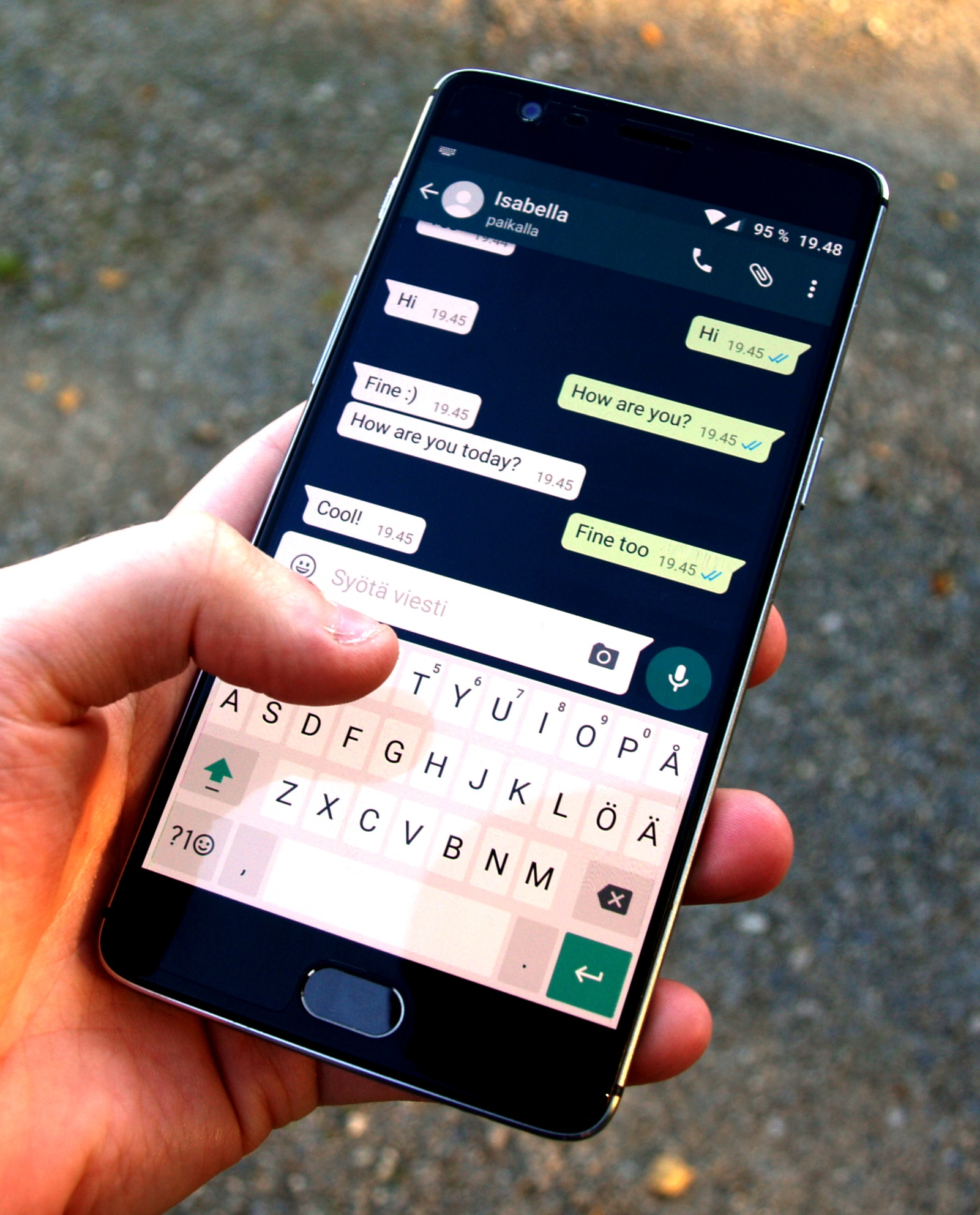
Whatsapp chatt.

## Säkerhet

### Datainsamling
Facebook har planer på att kombinera Facebook Messenger, WhatsApp och Instagrams meddelandefunktioner till ett enda nätverk. Med tanke på användarvillkoren ("Som en del av Facebook-familjen av företag får WhatsApp information från, och delar information med, denna företagsfamilj. Vi kan använda informationen vi får från dem, och de kan använda den information vi delar med dem, för att hjälpa till att driva, tillhandahålla, förbättra, förstå, anpassa, stödja och marknadsföra våra tjänster och deras utbud.") har farhågor framförts om att användarnas kontakter och kommunikationer används till kartläggning.[källa behövs]

### Kryptering
Whatsapp erbjuder sedan 5 april 2016 så kallad end-to-end-kryptering vilket EFF (Electronic Frontier Foundation) menar är ett viktigt steg då det för ut stark kryptografi till massorna, inklusive möjligheten och förhoppningsvis rutinen att verifiera varandras nycklar.
I början av 2017 avlöjades allvarliga säkerhetshål, däribland en inbyggd bakdörr som tillåter Facebook att läsa även de krypterade meddelandena och sedan överlämna dessa vidare. 

## Användning
Whatsapp har växt kraftigt under 2010-talet. År 2014 hade tjänsten 450 miljoner användare varje månad. I februari 2018 hade Whatsapp 1,5 miljard användare varje månad.
Enligt undersökningen Svenskarna och internet 2022 hade 36 procent av de svenska internetanvändarna över 8 år använt Whatsapp under det senaste året; 14 procent använde Whatsapp varje dag.